# Comuna de Strzelin
Strzelin (polaco: Gmina Strzelin) é uma gminy (comuna) na Polónia, na voivodia de Baixa Silésia e no condado de Strzeliński. A sede do condado é a cidade de Strzelin.
De acordo com os censos de 2004, a comuna tem 21 767 habitantes, com uma densidade 126,8 hab/km².

## Área
Estende-se por uma área de 171,69 km², incluindo:
- área agricola: 80%
- área florestal: 9%

## Demografia
Dados de 30 de Junho 2004:
|                      | Total   | Total | Mulheres | Mulheres | Homens  | Homens |
| -------------------- | ------- | ----- | -------- | -------- | ------- | ------ |
|                      | pessoas | %     | pessoas  | %        | pessoas | %      |
| População            | 21 767  | 100   | 11 156   | 51,3     | 10 611  | 48,7   |
| Densidade (pop./km²) | 126,8   | 100   | 65       | 65       | 61,8    | 61,8   |

De acordo com dados de 2002, o rendimento médio per capita ascendia a 1229,21 zł.

## Subdivisões
- Biały Kościół, Biedrzychów, Bierzyn, Brożec, Chociwel, Częszyce, Dankowice, Dębniki, Dobrogoszcz, Gębice, Gębczyce, Gęsiniec, Głęboka, Gościęcice, Górzec, Karszów, Karszówek, Kazanów, Krzepice, Kuropatnik, Ludów Polski, Mikoszów, Muchowiec, Nieszkowice, Nowolesie, Pęcz, Piotrowice, Pławna, Skoroszowice, Strzegów, Szczawin, Szczodrowice, Trześnie, Warkocz, Wąwolnica, Żeleźnik.

## Comunas vizinhas
- Borów, Ciepłowody, Domaniów, Kondratowice, Przeworno, Wiązów, Ziębice